# Église Saint-Quirin de Lalbenque
L'église Saint-Quirin est une église catholique située à Lalbenque, en France.

## Localisation
L'église est située dans le département français du Lot dans la commune de Lalbenque.

## Historique
La première mention connue de la paroisse date de 1090, à l'occasion de la dédicace de l'église qui vient d'être rebâtie par l'abbé de l'abbaye de Marcilhac et le prieur de Lalbenque. Le prieur de Lalbenque est mentionné en 1193. Le prieuré est détruit au cours de la guerre de Cent Ans. La paroisse est restée un bénéfice de l'abbaye de Marcilhac jusqu'à la Révolution.
L'église a été reconstruite à la fin du XVe siècle ou au début du XVIe siècle. Les dispositions fortifiées de l'église sont contemporaines à sa reconstruction. Plusieurs campagnes de construction sont apparentes pour l'édification des chapelles latérales.
La façade occidentale a été réalisée par l'architecte départemental Jean-Baptiste Tourrette, en 1876-1877. La porte d'accès à la « crypte », à la base du chevet, a été réalisée après la suppression du cimetière.
L'édifice est inscrit au titre des monuments historiques le 21 octobre 1925.

## Description
L'église est à nef unique, avec des chapelles latérales. Le chevet est polygonal, avec contreforts rayonnants. L'église est entièrement voûtée.
Une crypte a été aménagée sous le chœur, à un niveau qui était peut-être celui de l'église d'origine. Des chapiteaux ont été sculptés de part et d'autre de l'arc triomphal représentant, d'un côté, l'aigle de saint Jean et le lion de saint Marc, de l'autre, des anges portant un phylactère.
L'église est surmontée d'un niveau crénelé qui pouvait servir de refuge.

## Mobilier
Le chœur de l'église comprend un ensemble baroque composé du retable de l'autel majeur et des boiseries consacrées à saint Bruno ainsi qu'une toile de la Crucifixion. Le retable et les boiseries ont été réalisés peu après 1640 sous la direction du prieur dominicain François de la Roche pour l'église du couvent des Chartreux de Cahors qui a été détruit pendant la Révolution. Le tableau est daté de 1670 et signé du peintre et moine augustin, frère Lucas Bardet. L'ensemble a été installé après la Révolution dans l'église, nécessitant de boucher les parties inférieures des colonnes engagées du chœur et de boucher la baie axiale.
Les chapelles latérales sont décorées d'autels néo-gothiques au XIXe siècle.

## Vitraux
Des verrières ont été posées pour décorées les fenêtres de l'église :
- 6 verrières hagiographiques du chœur réalisées par l'atelier de Louis-Victor Gesta,
- 3 verrières hagiographiques de l'atelier des frères Mauméjean, en 1939.